# Mesocapnia bergi
Mesocapnia bergi är en bäcksländeart som först beskrevs av William Edwin Ricker 1965.  Mesocapnia bergi ingår i släktet Mesocapnia och familjen småbäcksländor. Inga underarter finns listade i Catalogue of Life.